# Barringtonia integrifolia
Barringtonia integrifolia är en tvåhjärtbladig växtart som beskrevs av Rudolf Schlechter. Barringtonia integrifolia ingår i släktet Barringtonia och familjen Lecythidaceae. Inga underarter finns listade i Catalogue of Life.